# 幽州
幽州（ゆうしゅう）は、中国にかつて存在した州。
上古の中国の九州の一つに数えられている。具体的な区域については、『爾雅』・『呂氏春秋』では「燕である」としており、『周礼』では「東北」としている。『晋書』地理志では「北方は陰気が多いことにより、幽冥をもって名称とした」としている。

## 漢代
紀元前106年（元封5年）、漢の武帝が全国を13州に分割し、各州に刺史を設置した際に、現在の河北省・遼寧省・北京市・天津市を中心とする地域に幽州を設置、涿郡・勃海・代郡・上谷・漁陽・右北平・遼西・遼東・玄菟・楽浪・燕国の11郡国を管轄した。
前漢末の混乱期には冀州の王郎により占拠されたが、後漢の挙兵の結果光武帝の勢力下に入り、後漢が成立すると薊県に州都を設置した。

## 魏晋南北朝時代
後漢末には公孫氏が幽州東部を占拠、その後約半世紀にわたって中原政権から半ば独立した政権が成立したが、238年（景初2年）に魏により滅亡させられた。
五胡十六国時代になり、後趙の勢力が弱まると龍城を中心とする前燕の勢力下に入った（前燕は一時幽州の薊城を国都にしたこともある）が、やがて前秦に攻め滅ぼされた。また400年（長楽2年）には後燕により幽州東部に平州を設置された。
北魏のときになると468年（皇興2年）に安州、太和年間には燕州が分割・設置された。その後成立した北周は幽州を東北国境の軍事要衝として東北道の総管府を設置した。

## 隋代
隋初には、幽州は3郡6県を管轄した。605年（大業元年）、燕州は廃止され、幽州に統合された。607年（大業3年）に州が廃止されて郡が置かれると、幽州は涿郡と改称され、下部に9県を管轄した。隋代の行政区分に関しては下表を参照。
| 州 | 幽州               | 幽州   | 幽州        | 燕州   | 燕州   | 燕州          | 郡 | 涿郡                                                     |
| 郡 | 燕郡               | 范陽郡 | 漁陽郡      | 長寧郡 | 永豊郡 | 昌平郡        | 県 | 薊県 良郷県 安次県 涿県 潞県 雍奴県 懐戎県 昌平県 固安県 |
| 県 | 薊県 良郷県 安次県 | 涿県   | 潞県 雍奴県 | 懐戎県 |        | 昌平県 固安県 | 県 | 薊県 良郷県 安次県 涿県 潞県 雍奴県 懐戎県 昌平県 固安県 |

華北平野の北端に位置し北方への陸路交通の要衝とされていた幽州であるが、608年（大業4年）に永済渠が建設され北方の沁水と黄河が連絡され水上輸送面でも重要視されることとなった。また611年（大業7年）には煬帝自ら江都より黄河・永済渠を経由して涿郡まで行幸している。
また611年（大業7年）より3度にわたり実施された高句麗遠征では兵站基地として利用されている。

## 唐代
618年（武徳元年）、唐により涿郡は幽州と改められた。742年（天宝元年）、幽州は范陽郡と改称された。758年（乾元元年）、范陽郡は幽州の称にもどされた。幽州は河北道に属し、薊・幽都・広平・昌平・良郷・潞・安次・永清・武清の9県を管轄した。
唐代も幽州は軍事面で重要視され、特に高句麗や渤海等に対する防衛拠点とされ、范陽節度使（安史の乱以後は盧龍軍節度使）が設置されている。756年（至徳元載）には范陽節度使の安禄山による安史の乱が発生している。また唐末には盧龍軍節度使であった劉仁恭の子の劉守光が自立して皇帝（桀燕）と称したが、後唐の荘宗李存勗によって滅ぼされた。

## 五代十国時代
938年（天福3年）、後晋の高祖石敬瑭が幽州を含む燕雲十六州を契丹（後の遼）に割譲した。契丹は幽州を副都とし南京に昇格し、幽都府と改められた。1012年（開泰元年）、幽都府は析津府と改称され、幽州の行政区画名は消滅した。